# Tzath Ier
Pour les articles homonymes, voir Tzath.
Tzath Ier (en géorgien : წათე), Tzathius dans les sources byzantines, est roi de Lazique de 521/522 à 541. Il rejette la suzeraineté de la Perse sassanide et se tourne vers l'empereur byzantin Justin Ier (r. 518-527) pour obtenir de l'aide.

## Biographie
Tzath est le fils de Damnazès, de qui presque rien n'est connu. À la mort de son père, en 521 ou 522, il refuse de reconnaître la traditionnelle suzeraineté exercée par les Perses sur le Lazique, et se tourne vers l'Empire byzantin. En 522, il se rend à Constantinople, où il est reçu par l'empereur Justin Ier, baptisé comme chrétien, puis marié à une femme d'origine noble, Valeriana. Après avoir reçu l'insigne et les robes royales signifiant son statut royal et sa soumission à l'empereur byzantin, il retourne au Lazique,.
Tzath est mentionné pour la dernière fois dans les sources[Lesquels ?] lors du déclenchement de la guerre d'Ibérie en 527, quand le Lazique est attaqué par les Perses, après que ceux-ci se soient facilement rendus maîtres des Ibères rebelles. Il appelle à l'aide l'empereur Justinien Ier (r. 527-565), qui succède à son oncle Justin Ier. Justinien répond en envoyant une armée, qui permet au Lazique de résister avec succès aux Perses,.
L'historien Cyrille Toumanoff, professeur à l'Université de Georgetown, propose que le règne de Tzath se poursuit jusqu'en 540 environ. Il est alors remplacé par son fils, Gubazès II. L'historien du VIe siècle Procope mentionne cependant Opsites, un oncle de Gubazès, en une occasion comme « roi des Lazes » et en une autre comme prince d'Abkhazie de l'est. S'il a bien été roi, son règne a pu avoir lieu entre ceux de Tzath et de Gubazès. Cyrille Toumanoff propose qu'en fait Opsites, membre de la famille royale de Lazique et prince d'Abkhasie, n'a jamais été roi de Lazique, faisant ainsi de Gubazès le successeur direct de Tzath Ier.

### Famille
De son union avec Valeriana, la petite-fille d'un patrice du nom de Nomos, (lui même probablement petit-fils de Nomus, consul en 445); ont lui connait deux fils, l'ainé Gubazès II succède à son père comme roi des Lazes en 541, et le cadet Tzath II succède à son frère ainé comme roi des Lazes en 556.